# Província de Corrientes
Corrientes (en el text de la Constitució provincial: Província de Corrientes, i en guaraníTaragüí Tetãmini) és una de les vint-i-tres províncies de la República Argentina i dels vint-i-quatre estats autogovernats (o jurisdiccions de primer ordre) que conformen el país, així com també un dels vint-i-quatre districtes electorals legislatius nacionals. La seva capital i urbs més poblada és l'homònima Corrientes.
Està situada al nord-est del país, a la regió de la Mesopotàmia. Limita amb el Paraguai al nord, la Província de Misiones i el Brasil a l'est, Entre Ríos al sud i Santa Fe i Província del Chaco a l'oest. Està dividida en 25 departaments.
Corrientes té una cultura diferenciada de les províncies centrals de l'Argentina, amb tradicions guaranís. El famós general José de San Martín, que va lluitar per la independència de diverses nacions sud-americanes, va néixer a Corrientes. Corrientes, l'octubre del 2004, va declarar la cooficialitat del guaraní amb el castellà. Fins a 2010 va ser l'única província amb aquest estatus, en sumar-se-li la Província del Chaco.

## Economia
El 35% de la superfície de la província està coberta per les aigües d'estanys, llacunes i rius. En total, les terres aptes per a la producció són aproximadament el 65% de tot el territori. Aquest espai està destinat a diferents activitats, com ser la ramaderia ovina i vacuna, el cultiu i processament de cítrics, especialment les taronges, i el cultiu d'arròs que actualment aconsegueix una forta expansió en funció del mercat brasiler. Han de també esmentar-se cultius industrials més tradicionals com el te, l'herba mate i el tabac.

### Agricultura i ramaderia

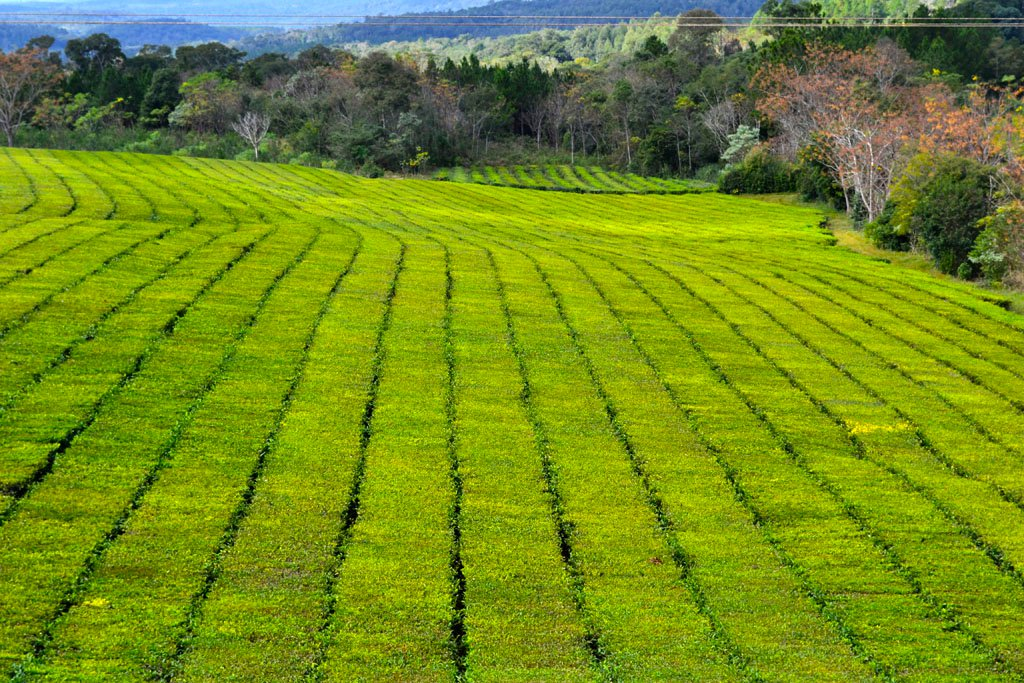
Grans plantacions de te i herba mate cobreixen els voltants de la localitat de Gobernador Virasoro.

La ramaderia del boví resulta difícil per les altes temperatures i les pastures relativament pobres de la província, sobretot a la regió nord; per aquest motiu, el Brangus és la raça de bestiar que predomina. En la meitat sud del territori, les condicions s'assemblen a la de la veïna Entre Ríos, possibilitant una cria més diversificada. L'explotació d'altres espècies és insignificant.
La agricultura es troba més desenvolupada i és un dels pilars de la seva economia. Predominen els cultius de cítriques, tabac, arròs, herba mate, te i cotó.
També es desenvolupa la indústria forestal al centre i el nord-est de la província, sent la província més repoblada del país, especialment amb pins i eucaliptus.

### Indústria

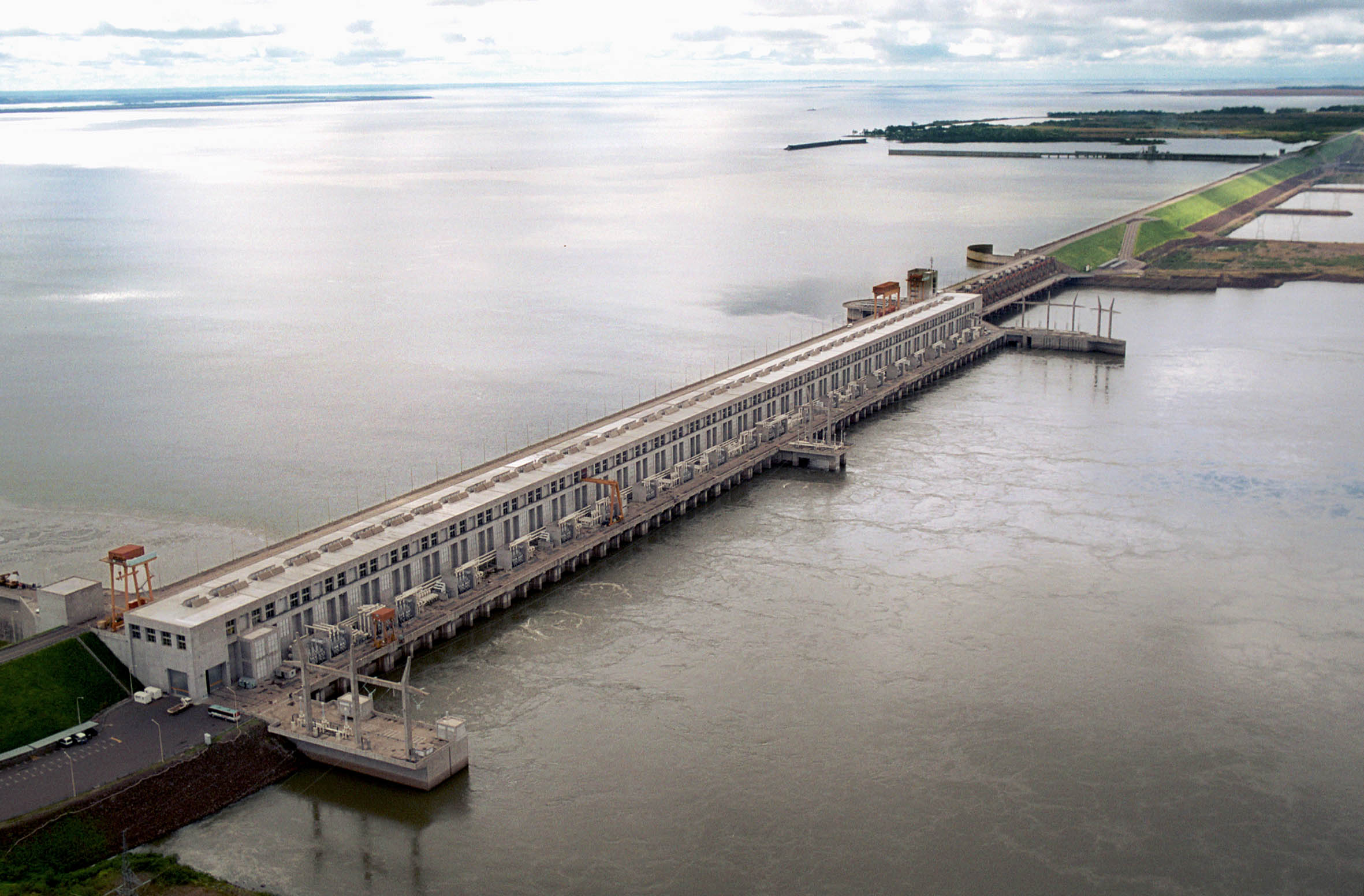
La presa d'Yacyretá.

Amb una primerenca industrialització durant el segle xix recolzada en drassanes, fabricació de guarniments de les bèsties de càrrega, d'armes i processament d'aliments, cap a principis del segle XX com a producte de les llargues guerres internes i internacionals, la província va caure en un procés de desindustrialització agut. Activitats com la manufactura sucrera i fabricació de productes tèxtils van tenir breus i efímers auges fins a desaparèixer novament després de la crisi cotonera.
Des de mitjan segle XX i fins al XXI solament es conserven grans produccions intensives i elaborades de teles, infusions -te i mate-, fusta -mobiliaris-, cítrics, hortalisses i fleca.
Pedreres de pedra i sorra es desenvolupen en menor intensitat per a un gran mercat intern i les drassanes, de gran tradició sobre la costa del riu Paranà, són activitats industrials que es reactiven per lapses breus sense empresa alguna que aconsegueixi superar la dècada d'activitat contínua. Similar sort té la indústria de carn, malgrat que la província compta amb una àmplia infraestructura ramadera històricament recolzada en els escorxadors, encara que és de destacar que es tracta de la 4a. província amb major producció ramadera.
Sobre les seves costes es troba assentada la presa Yaciretá-Apipé, una de les productores hidroelèctriques més grans del planeta. És una de les dues províncies argentines amb tres fronteres internacionals (l'altra és Salta), un pol universitari en creixement exponencial -cambra del país- i importants produccions primàries, que malgrat els seus avantatges estratègics, geogràfiques, climàtiques i per als assentaments habitacionals no desenvolupa pol industrial propi a causa del cost energètic, d'infraestructura, baixa densitat poblacional, falta d'incentius fiscals i cost d'aigua potable. L'activitat industrial així com la lliure navegació dels seus rius va passar de ser el principal motor de la intervenció de Corrientes en el procés independentista durant el segle xix a l'activitat econòmica més petita durant el segle XXI. No obstant això, al present es porta avanci la creació de parcs industrials en diferents ciutats de la província, estant en l'etapa de concreció els situats a Goya, Mercedes i Santa Rosa, a més dels projectats a la ciutat cabdal, Gobernador Virasoro i Paso de los Libres.